# توم إليس (لاعب دوري الرغبي)
توم إليس (بالإنجليزية: Tom Ellis)‏ هو لاعب دوري الرغبي أسترالي، ولد في 1904 في Balmain, New South Wales ‏ في أستراليا، وتوفي في 23 مايو 1995 في Punchbowl, New South Wales ‏ في أستراليا.